# Lélia Gousseau
Lélia Gousseau, née le 11 février 1909 à Paris 5e et morte le 14 février 1997 à Neuilly-sur-Seine, est une pianiste, concertiste et pédagogue française.

## Biographie
Fille de la pianiste Fanny d'Almeida (disciple d'Elie Delaborde) et de l'organiste William Gousseau (1870-1939), maître de chapelle à l'Église Saint-Nicolas-du-Chardonnet (1893-1938), elle entra jeune, à Paris, au Conservatoire national supérieur de musique et de déclamation où elle remporta un premier prix de piano dans la classe de Lazare Lévy (1925) — qui la considérait comme l'une de ses meilleures disciples au même titre que sa contemporaine Monique Haas — ainsi qu'un Premier Prix d'Histoire de la musique dans celle de Maurice Emmanuel (1926).
Récipiendaire du Prix Claire Pagès (1928), lauréate du Concours Chopin de Varsovie (1937), Lélia Gousseau reçut également le prix Albert-Roussel (1939), compositeur dont elle fut l'interprète privilégiée (aujourd'hui encore, ses enregistrements du Concerto, de la Suite op. 14, des trois Pièces op. 49, etc. font autorité).
Soliste des grandes formations nationales et internationales (débuts avec les orchestres de Boston, New York et Philadelphie en 1952), Lélia Gousseau s'illustra particulièrement dans la musique française de son temps : Chausson, Dukas, Ohana, Schmitt, créant notamment la Passacaille de Marcel Mihalovici (op. 105) et l'étude Pour les sonorités de la main gauche d'Henri Martelli, deux pièces dont elle est la dédicataire — quoiqu'elle ait joué et enregistré Brahms, Chopin, Schumann et Falla.
Lélia Gousseau enseigna au Conservatoire de Paris (1961-1978) ainsi qu’à l’École normale de musique de Paris, où son enseignement se distingua surtout par une attention extrême portée aux doigtés, à la pédalisation, au jeu profond et legato. Anne Queffélec, Émile Naoumoff, Jean-Pierre Ferey, Maria Tortelier-de la Pau, Alain Raës, Pascal Devoyon, Kaoki Kimura, etc. comptent parmi ses nombreux élèves.
Elle effectua une tournée en Afrique du Sud entre 1954 et 1957.

## Discographie
Camille Saint-Saëns, Concerto pour piano n°4, Lélia Gousseau, piano,Orchestre National de la RTF, dir. André Cluytens (Live 11/12/1956). CD INA 2014.